# Edwin Hewitt
Pour les articles homonymes, voir Edwin Hewitt (homonymie).
Edwin Hewitt (né le 20 janvier 1920 à Everett (Washington) – mort le 21 juin 1999) est un mathématicien américain. Il est surtout connu pour ses travaux en analyse harmonique ainsi que pour sa découverte, avec Leonard Savage, de la loi de Hewitt–Savage (en). Il est également un pionnier de la construction des nombres hyperréels.

## Biographie
Edwin Hewitt obtient un Ph.D. de l'université Harvard en 1942. Il rejoint la faculté de mathématiques de l'université de Washington en 1954.

## Œuvre
En 1975, il publie Elements of the Theory of Representations, une traduction en anglais de la monographie Элементы Теории Представлений (1972), publiée par Alexandre Kirillov. Il est également co-auteur, avec Kenneth A. Ross (en), de Abstract Harmonic Analysis
- (en) Edwin Hewitt, « Rings of real-valued continuous functions. I », Trans. Amer. Math. Soc., vol. 64,‎ 1948, p. 45—99.
- (en)(en) Edwin Hewitt et Kenneth A. Ross, « Abstract harmonic analysis. Vol. I: Structure of topological groups. Integration theory, group representations. », Springer-Verlag, Berlin-Göttingen-Heidelberg, vol. 115,‎ 1963 (MR 0156915)
- (en)(en) Edwin Hewitt et Karl Stromberg, « Real and abstract analysis. A modern treatment of the theory of functions of a real variable », Springer-Verlag, New York,‎ 1965 (MR 0188387)
- (en)(en) Edwin Hewitt et Kenneth A. Ross, « Abstract harmonic analysis. Vol. II: Structure and analysis for compact groups. Analysis on locally compact Abelian groups. », Springer-Verlag, New York-Berlin, vol. 152,‎ 1970 (MR 0262773)